# جریمای
جرمی فیلیپ فلتون (به انگلیسی: Jeremy Phillip Felton) (متولد ۱۹۸۷ ژوئیه ۱۷)، که بیشتر با نام حرفه‌ای خود جریمای (به انگلیسی: Jeremih) (‎/ˈdʒɛrəmaɪ/‎ JERR-əm-eye), خواننده، ترانه‌سرا، خواننده رپ، و تهیه‌کننده موسیقی اهل ایالات متحده است.

## اوایل زندگی
جریمای در شیکاگو، ایلینوی متولد شد و از سه سالگی نواختن طبل را آغاز کرد و قادر به نواختن ساکسیفون، چندین ساز کوبه‌ای و پیانو / صفحه کلید است. او در دبیرستان مورگان پارک تحصیل کرد، جایی که او در گروه راهپیمایی و همچنین در یک گروه موسیقی جاز لاتین بود. او همچنین نواختن سازهای کوبه ای مانند کنگ و تیمبلیس را آموخت. فلتون دانش آموز خوبی بود و در دبیرستان مورگان پارک افتخارات علمی کسب کرد. عملکرد علمی قوی او را قادر ساخت تا یک سال زودتر از دبیرستان فارغ‌التحصیل شود. وی در دانشگاه ایلینوی و کالج پارک لندن در اوربانا شامپین ثبت نام کرد. وی پس از گذراندن یک ترم در دانشگاه برای تحصیل در رشته مهندسی، قصد داشت تحصیلات خود را به چیزی مرتبط با موسیقی تغییر دهد. وی برای ادامه تحصیل در رشته موسیقی در سال ۲۰۰۷ به کالج کلمبیا شیکاگو منتقل شد. وی پس از ادای احترام به ری چارلز در یکی از استعدادهای درخشان دانشگاه، بازخورد مثبتی دریافت کرد و به توانایی صوتی خود پی برد و گفت که «موسیقی تازه تسخیر می‌شد».